# Metal Gear Rising: Revengeance
Metal Gear Rising: Revengeance – gra z gatunku hack and slash stworzona przez studio PlatinumGames. Wydana początkowo w 2013 roku przez Konami na platformy: Xbox 360 i PlayStation 3, rok później także na komputery osobiste  gra jest poboczną odsłoną serii Metal Gear.
W przeciwieństwie do poprzednich odsłon serii będących skradankami w Revengeance nacisk postawiono na dynamiczną walkę z wykorzystaniem broni białej. Gracz wciela się w postać Raidena znanego z Metal Gear Solid 2 i 4, który po wydarzeniach z poprzednich odsłon współpracuje z PMC, walczy z cyborgami i robotami w Afryce, Azji oraz w Ameryce Północnej, próbując powstrzymać plany podtrzymywania wojny dla funkcjonowania ekonomii wojennej.
Produkcja powstała na podstawie nieukończonego projektu Metal Gear Solid: Rising. Gra miała dużo większy nacisk na cichą eliminację oponentów, a także lekko zmieniony system ostrza, jednak projekt okazał się zbyt trudny i został anulowany.

## Rozgrywka
Gracz przez większość czasu walczy z przeciwnikami za pomocą specjalnego ostrza. Gracz może parować ciosy przeciwników, co pozwala wejść w specjalny tryb spowolnienia zandatsu i przeciąć wroga w odpowiednim miejscu, by wyciągnąć z niego zbiornik z elektrolitami odnawiający zdrowie. Postać Raidena potrafi także wejść w tryb szału, zużywając swoją energię i zadawać więcej obrażeń przeciwnikom. Gracz może wykonywać ataki lekkie i ciężkie, a także wślizgiwać się pod nieprzyjaciół, przewracając ich czy atakować ze wzmocnieniem z powietrza. W produkcji występują także starcia z bossami, każdy z nich ma własne unikatowe ruchy. Wraz z likwidowaniem oponentów gracz dostaje punkty, które może wymienić na ulepszenia postaci czy nowy wygląd protagonisty.

## Ścieżka dźwiękowa
Metal Gear Rising: Revengeance - Vocal Tracks to oficjalna ścieżka dźwiękowa do gry Rising Revengeance wydana przez Konami w 2013 roku. Nad albumem pracowali Jamie Christopherson, Logan Mader, David Kelly, Graeme Cornies, James Chapple.
Źródło:
| #  | Nazwa utworu                                                        | Kompozytorzy                                                                     | Długość |
| -- | ------------------------------------------------------------------- | -------------------------------------------------------------------------------- | ------- |
| 1  | "Rules of Nature (Platinum Mix)"                                    | Jamie Christopherson                                                             | 2:30    |
| 2  | "The Only Thing I Know For Real (Maniac Agenda Mix)"                | Jamie Christopherson i Logan Mader                                               | 2:26    |
| 3  | "Dark Skies (Platinum Mix)"                                         | Jamie Christopherson                                                             | 2:21    |
| 4  | "I'm My Own Master Now (Platinum Mix)"                              | Jamie Christopherson                                                             | 2:10    |
| 5  | "A Stranger I Remain (Maniac Agenda Mix)"                           | Jamie Christopherson i Logan Mader                                               | 2:25    |
| 6  | "Return to Ashes (Platinum Mix)"                                    | Jamie Christopherson                                                             | 2:15    |
| 7  | "The Stains of Time (Maniac Agenda Mix)"                            | Jamie Christopherson                                                             | 2:10    |
| 8  | "Red Sun (Maniac Agenda Mix)"                                       | Jamie Christopherson i Logan Mader                                               | 2:13    |
| 9  | "A Soul Can't Be Cut (Platinum Mix)"                                | Jamie Christopherson                                                             | 2:19    |
| 10 | "Collective Consciousness (Maniac Agenda Mix)"                      | Jamie Christopherson i Logan Mader                                               | 2:38    |
| 11 | "It Has to be This Way (Platinum Mix)"                              | Jamie Christopherson i Logan Mader                                               | 2:55    |
| 12 | "The War Still Rages Within"                                        | Jamie Christopherson, Pete Crossman, James Chapple, David Kellt & Graeme Cornies | 5:00    |
| 13 | "The Hot Wind Blowing (PlatinumREPLACE Mix)"                        | Jamie Christopherson                                                             | 2:18    |
| 14 | "A Soul Can't Be Cut (Platinum Mix - DLC Version)"                  | Jamie Christopherson                                                             | 2:19    |
| 15 | "Dark Skies (Platinum Mix - Low Key Version)"                       | Jamie Christopherson                                                             | 2:17    |
| 16 | "Return to Ashes (Platinum Mix - Low Key Version)"                  | Jamie Christopherson                                                             | 2:14    |
| 17 | "A Soul Can't Be Cut (Platinum Mix - Low Key Version)"              | Jamie Christopherson                                                             | 2:10    |
| 18 | "Rules of Nature (Platinum Mix - Instrumental)"                     | Jamie Christopherson                                                             | 2:30    |
| 19 | "The Only Thing I Know For Real (Maniac Agenda Mix – Instrumental)" | Jamie Christopherson i Logan Mader                                               | 2:26    |
| 20 | "Dark Skies (Platinum Mix – Instrumental)"                          | Jamie Christopherson                                                             | 2:17    |
| 21 | "I'm My Own Master Now (Platinum Mix – Instrumental)"               | Jamie Christopherson                                                             | 2:10    |
| 22 | "A Stranger I Remain (Maniac Agenda Mix – Instrumental)"            | Jamie Christopherson i Logan Mader                                               | 2:25    |
| 23 | "Return to Ashes (Platinum Mix – Instrumental)"                     | Jamie Christopherson                                                             | 2:15    |
| 24 | "The Stains of Time (Maniac Agenda Mix – Instrumental)"             | Jamie Christopherson i Logan Mader                                               | 2:10    |
| 25 | "Red Sun (Maniac Agenda Mix – Instrumental)"                        | Jamie Christopherson i Logan Mader                                               | 2:13    |
| 26 | "A Soul Can’t Be Cut (Platinum Mix – Instrumental)"                 | Jamie Christopherson                                                             | 2:19    |
| 27 | "Collective Consciousness (Maniac Agenda Mix – Instrumental)"       | Jamie Christopherson i Logan Mader                                               | 2:38    |
| 28 | "It Has to be This Way (Platinum Mix – Instrumental)"               | Jamie Christopherson i Logan Mader                                               | 2:55    |
| 29 | "The Hot Wind Blowing (Platinum Mix - Instrumental)"                | Jamie Christopherson                                                             | 2:18    |

## Odbiór
Metal Gear Rising: Revengeance otrzymało ogólnie pozytywne recenzje, jej wynik w agregatorze recenzji Metacritic wynosi 82 punktów na 100, redakcja serwisu Eurogamer wystawiła grze ocenę 7/10, ocena od magazynu „PC Gamer” to 80%. Recenzenci głównie chwalili dopracowaną rozgrywkę, starcia z bossami i ścieżkę dźwiękową. Zwracali jednak również uwagę na długość produkcji, uciążliwą pracę kamery, a także źle zaplanowany ekwipunek.